# Cymbidium hartinahianum
Cymbidium hartinahianum је врста орхидеја из рода Cymbidium и породице Orchidaceae. Природно станиште је северна Суматра. Нису наведене подврсте у бази Catalogue of Life.